# Trimucrodon
Trimucrodon là một chi khủng long, được Thulborn mô tả khoa học năm 1973.